# ネッカービショフスハイム
ネッカービショフスハイム (ドイツ語: Neckarbischofsheim, ドイツ語発音: [nɛkarˈbɪʃɔfsha‿im]) は、ドイツ連邦共和国バーデン＝ヴュルテンベルク州ライン＝ネッカー郡に属す小都市。

## 地理

### 位置
ネッカービショフスハイムは、バーデン＝ヴュルテンベルク州北部、ハイデルベルクの南東約25kmに位置する。クレプスバッハ川がシュヴァルツバッハ川に注ぐ直前の渓谷、クライヒガウから小オーデンバルトへの移行地区にあたる。町域は海抜166mから298mに広がる。この街は、ブルンネンレギオン観光地域の一部をなす。

### 市の構成
ネッカービショフスハイムには、1712年に創設され1951年までは一部のみがネッカービショフスハイムの管理下にあった入植開墾地ヘルムホーフ区および1971年に合併したウンターギムペルン区が含まれる。

## 歴史

### 入植初期と最初の記録
クレプスバッハ渓谷のいくつかの小遺跡は、現在の市域に約2000年前からおそらくローマ人による入植地があったことを示している。西暦500年頃のフランク人入植時代の古代墓地跡が隣のバーゲンに遺されている。
この村の最も古い記録は、988年のものである。皇帝オットー3世が、Biscovesheim の御猟場の漁労権および狩猟権をヴォルムス司教に与えるという内容の文書である。1223年にはハインリヒ7世が隣接する大きな森をヴィンプフェンに与えている。ヴィンプフェンはこの森を1952年まで経営していた。領主は、皇帝またはヴォルムス司教のレーエン主としてこの村を治めた。

### 帝国騎士領都市

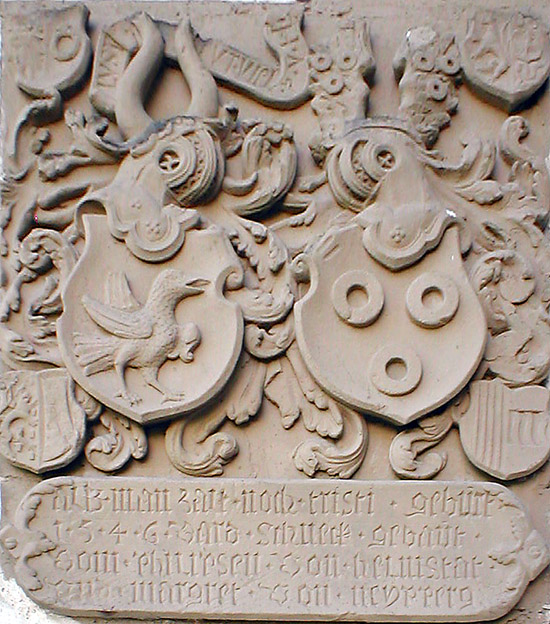
ネッカービショフスハイムのアルテン・シュロス（古城）に遺るヘルムシュタット家（左）とナイペルク家（右）の紋章

中世盛期にはヘルムシュタット家が領主を務めた。その紋章（牛の角をあしらった兜がついた盾型に、カラス）は、多くの建築物に遺されている。まず、ネッカービショフスハイムの城がルドルフ・フォン・ハプスブルクからディーター・フォン・ヘルムシュタットに帝国レーエンとして与えられた。次いで、ラーベン1世フォン・ヘルムシュタット（1334年没）が、ヴォルムスのレーエンとしてこの村を与えられ、ネッカービショフスハイムの創設者となった。ヘルムシュタット家はヴォルムス司教との間で、1330年頃にトーテン教会の庇護権と、グロムバッハの所領ならびにオーバービーゲルホーフ（農場）とを交換した。1378年6月24日にヴィプレヒト1世フォン・ヘルムシュタットは、兄のラーベン3世から5000グルデンで「ビショフスハイム城および市に沿った渓谷」を入手している。この文書がビショフスハイムを「市」と記載している最も古い記録である。クレプスバッハ川は、この都市の防衛施設を迂回して、濠となって、トーテン教会（13世紀）、市役所、十分の一税倉庫、パン焼き小屋（1380年の記録が遺る）、マリア礼拝堂（1386年）、アレクサンダー城（1420年以後）を含む市街を取り囲んでいた。15世紀後期の市域の拡大により、いわゆるヒンターシュタット（背後の都市）が成立した。15世紀初期に、12人の市民と12人の判事からなる市議会が設けられ、領主に対抗するビショフスハイムの利益代表となった。
1524年にフィリップ・ヤーコプ、アレクサンダー、フィリップの領主が住民の権利を容認していたにもかかわらず、1525年のドイツ農民戦争では、ビショフスハイムおよびその周辺が紛争の中心地の一つとなった。キルヒガウの暴動鎮圧後、これを承けて1525年6月28日にビショフスハイムでは前年の協定が破棄され、100年以上の伝統を誇った24人の市議会は廃止された。1526年、おそらくはアレクサンダー・フォン・ヘルムシュタットとフィリップ・フォン・ヘルムシュタットによってプロテスタントの説教師ニコラウス・レンネイゼンが招かれ、宗教改革がもたらされた。また、同じ頃、この都市にラテン語学校が創設された。
16世紀のこの都市の主要産業は農業であったが、この他に左官、石工、鍛冶屋、指物師、仕立屋など都市生活に必要なあらゆる手工業者が存在した。この町には3つの水車小屋があり、後に製材所も設けられた。1561年にレンガを焼成するためのレンガ小屋が初めて記録された。1574年と1575年にはペストがこの都市を襲った。

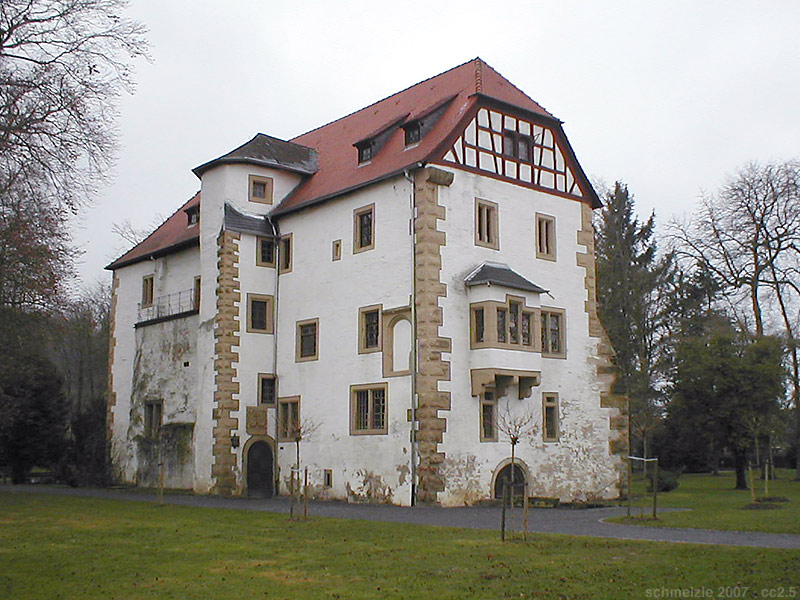
中世の城塞にその起源を持つシュタイネルネン・ハウス（古城）

三十年戦争中の1622年3月6日から4月4日までの間、ティリー伯はこの街のシュタイネルネン・ハウスに司令部を構え、ハイデルベルク包囲作戦の準備を始めた。1622年4月3日にプファルツ軍が東からビショフスハイムに迫り、ティリー伯軍は逃亡した。1634年に帝国騎士軍が襲い、1638年にはクロアチア軍が、1645年にはフランス軍がこの都市を包囲し、飢餓とペストが苛んだ。この戦争の期間中、周囲の防衛施設を持たない村、特にウンターギムペルンから避難民がこの都市にやってきて、アレクサンダーシュロスに居着いた。17世紀の最後の10年間には、フランスの侵攻に伴い、多くの難民と死者が出た。1689年にジンスハイムが破壊されると、多くのジンスハイム住民も難民となって流れ込んできた。
1712年頃に、ビショフスハイムとウンターギムペルクとの間のクレプスバッハ渓谷にヘルムホーフ入植地が拓かれた。その一部はビショフスハイムの領域内、一部はヴィンプフェンの森に含まれていた。18世紀にはいるとビショフスハイムは、中世の防衛施設を越えて拡大していった。市の濠は沼地と化し、やがて乾いていった。1826年には、それまで遺っていた中世の市壁と市門が破壊された。

### 1806年以後、バーデンの官庁都市として
1806年の帝国代表者会議主要決議によって帝国騎士の身分が消滅し、ビショフスハイムはバーデン大公領となり、この都市は「ネッカービショフスハイム」に改名された。大公領にはビショフスハイムという名前の都市が他に2つあったためである。タウバービショフスハイムとラインビショフスハイム（現在はライナウの市区）がそれである。ネッカービショフスハイムは、ネッカー川からほぼ15kmも離れているにもかかわらず、その名を市名に取り込んだ形になっている。

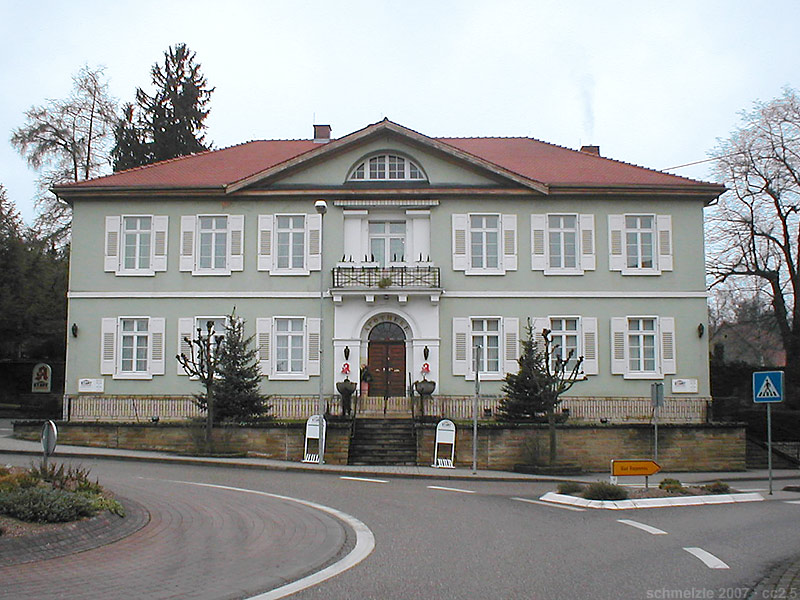
旧ベツィルクスアムト庁舎

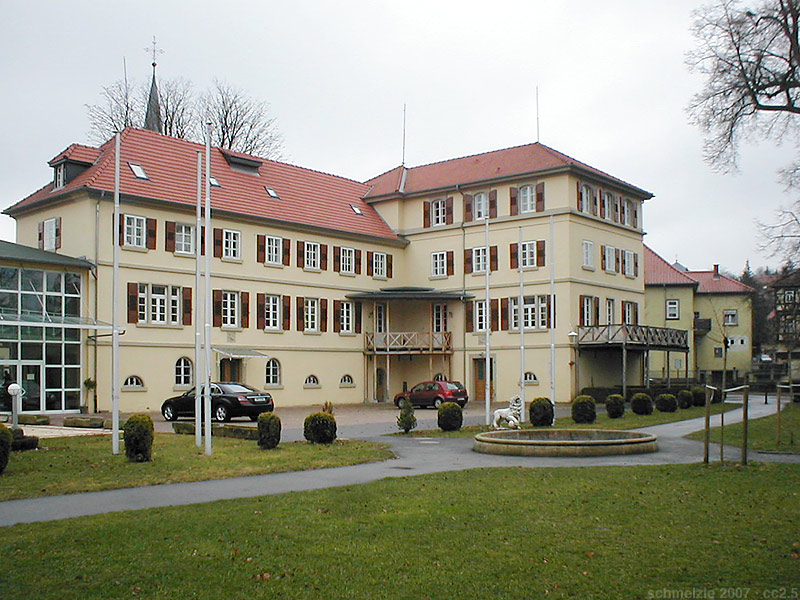
ノイエス・シュロス（新城）

バーデンでのネッカービショフスハイムは、まず1806年にオーバーアムト・ヴァイプシュタットに属すこととなり、1813年にベツィルクスアムト（地方行政局）の所在地となった。この都市は人気の移住先として発展し、1860年までに人口約2000人となったが、同じ時期に約260人が、主にアメリカに転出していった。19世紀前半には、ベツィルクスアムトの庁舎（1825年）、営林署官舎、ノイエス・シュロス（新城、1829年）、マルクト広場の学校が建設された。
1846年と1847年の2度の凶作の後、ネッカービショフスハイムを皮切りにバーデン一揆が起こり、これが1848年革命の始まりとなった。1848年3月3日とその翌日に、ちょうどこの頃シナゴーグを建設したバーデンビショフスハイムの裕福なユダヤ人に対して、激昂した農民達の暴行が繰り返された。
1859年11月2日から3日にかけての夜に起こったバーデンビショフスハイムの大火で都市の2/3（46軒の住居と42棟の付属建築）が焼失した。この火事で、300人以上の市民がホームレスとなったが、再建は急速に進み、その後おそらく1年間で建設されたと考えられる。
1846年にベツィルクスアムト・ネッカービショフスハイムが廃止され、ネッカービショフスハイムは拡大したベツィルクスアムト・ジンスハイムに編入され、1939年からジンスハイム郡に昇格した。ネッカービショフスハイムの集中的な工業化は、1862年に開通したバーデン・オーデンヴァルト鉄道と関連づけられる。1879年に印刷所が開業し、鍛冶屋のツック家は鉄道車輌製造の会社を興した。後には、石膏生産、タバコ工場、金工場が創業した。1870年から1880年の耕地整理は、農業生産のより良い条件を生み出した。すなわち、約29,000面に細分化された耕地がなくなり、約9,000面に整理統合された。

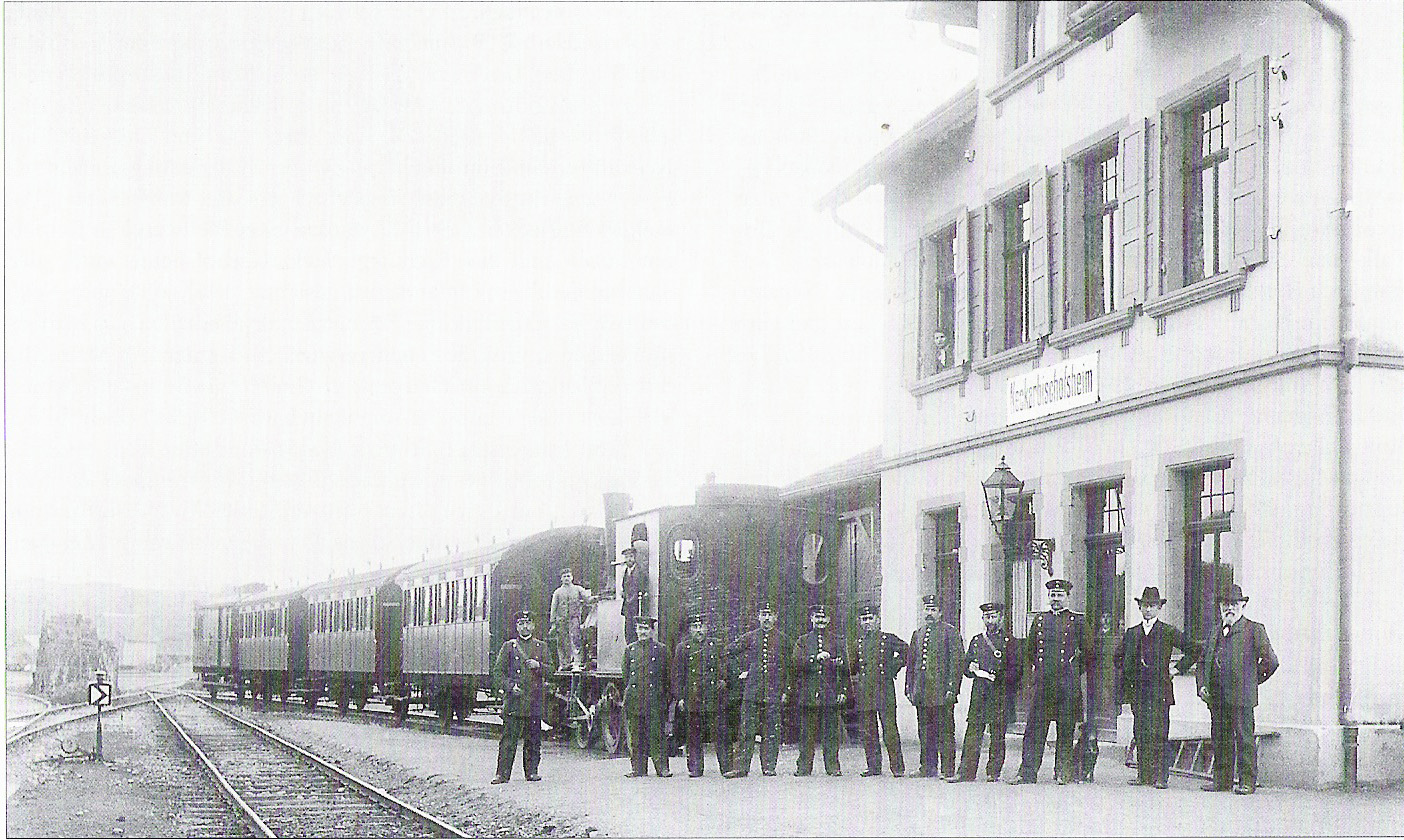
1905年のネッカービショフスハイム駅

1900年から1902年に支線のネッカービショフスハイム - ヒュッフェンハルト線が開通し、病院が建設された。1906年、ネッカービショフスハイム救護隊が創設された。この救護隊は、現在ドイツ赤十字の支部となっている。この都市は旺盛な経済発展を遂げ、多く中規模の企業が創業した。そして、モータリゼーションが伝統的な職種を急速に淘汰していった。

### 国家社会主義と第二次世界大戦
1938年のユダヤ人排斥運動により、この街のシナゴーグが破壊された。1940年10月22日に、最後までこの街に暮らしていたユダヤ人がゲシュタポに逮捕され、Gursの収容所に移送された。1943年からは、飛行機のモーターのためのナット工場がヴィンターバッハからネッカービショフスハイムに移転してきた。1944年9月から、ネッカービショフスハイムにナッツヴァイラー強制収容所の外郭施設ネッカーエルツ収容所の支所が設けられた。この施設に伴う多くの宿舎や作業所が建設された。1945年の3月末にこの支所は閉鎖され、収容者達は、まずネッカーエルツへ、その後ダッハウ強制収容所へ移送された。ネッカービショフスハイム北駅は、ジーゲルスバッハやオーバーギムペルン（現 バート・ラッペナウの市区）の軍需施設に近い戦略上重要な意義を持つ施設であったため、何度も低空飛行攻撃の標的にされた。
第二次世界大戦の終戦に伴い、約900人の放逐民や難民が、職と住み家を求めてこの街に流れ込んだ。この街は、多くの工業誘致や建設作業により数年間でこの課題を克服した。

### 20世紀後半

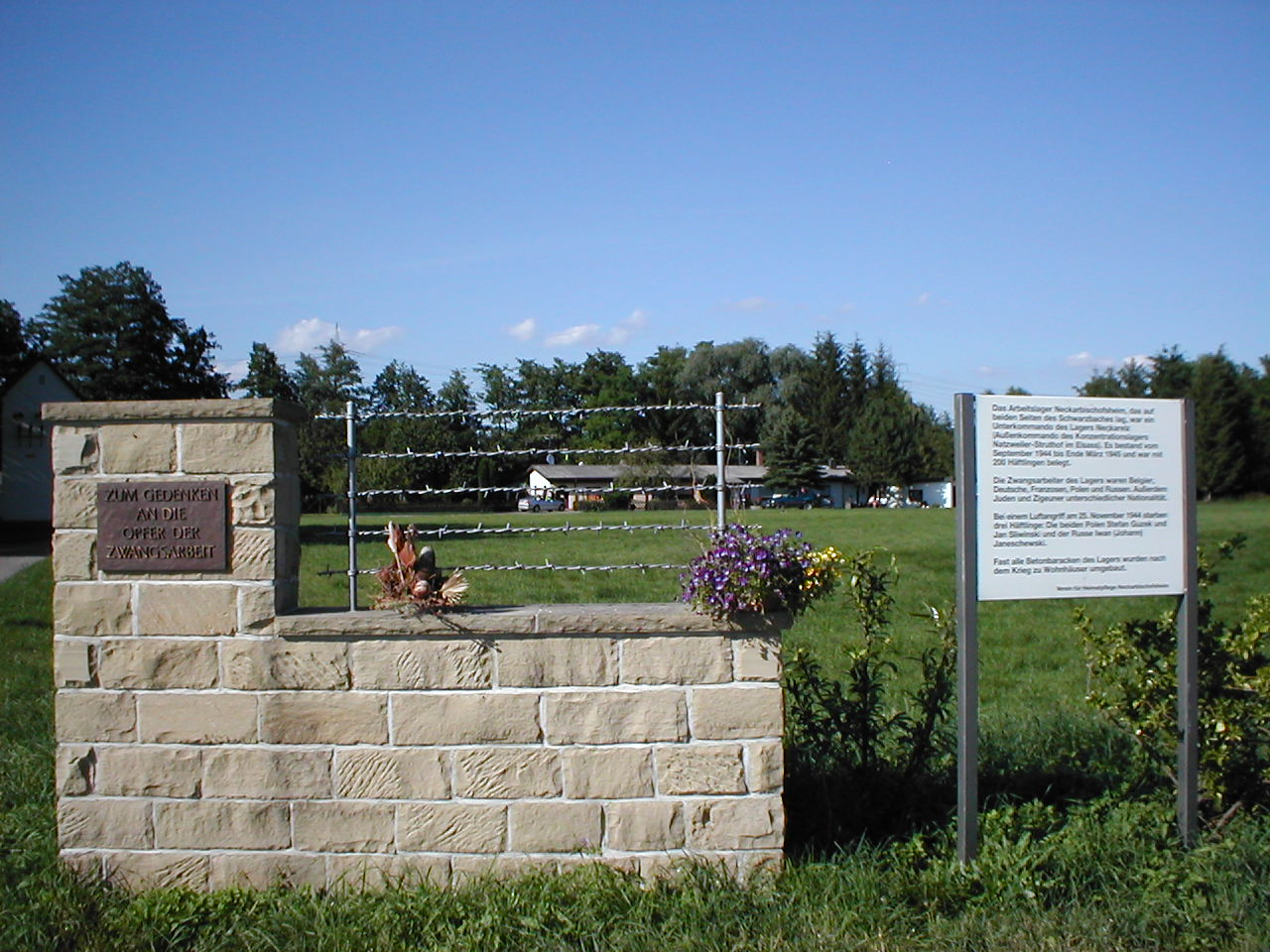
シュヴァルツバッハ入植地の記念碑

1946年に、マンハイムの企業 Franz Derscheidは、北駅の近くに位置する旧強制収容所支所の宿舎や管理棟を利用して製材所を設け、1947年からはケーブルの製造を始めた。約900人の放逐民が定住した地域は、ヴァイプシュタットのバーナウ地区およびネッカービショフスハイムに属すシュヴァルツバッハ入植地に発展した。
戦後には、水晶振動子工場、靴下工場、ボール紙工場などの創業が相次ぎ、最盛期には合わせて約1,400人の雇用を生み出した。1967年にはネッカービショフスハイムに農業学校が開設された。1966年に貴族一門ヘルムシュタット家のネッカービショフスハイム家系が断絶し、その後数年のうちにその所領の多くを市が獲得した。
1972年末のジンスハイム郡廃止に伴い、ヘルムホーフを含むネッカービショフスハイムおよび1971年1月1日にネッカービショフスハイムと合併したウンターギムペルンは、新たに創設されたライン＝ネッカー郡に編入された。その後、区裁判所、営林署、病院が廃止され、公証人役場が縮小された。
1976年から1998年の間に市中心部は徹底的に改修された。1994年、いわゆる千年に一度の大洪水がこの都市を襲った。このため再び改修が必要になった。

## 行政

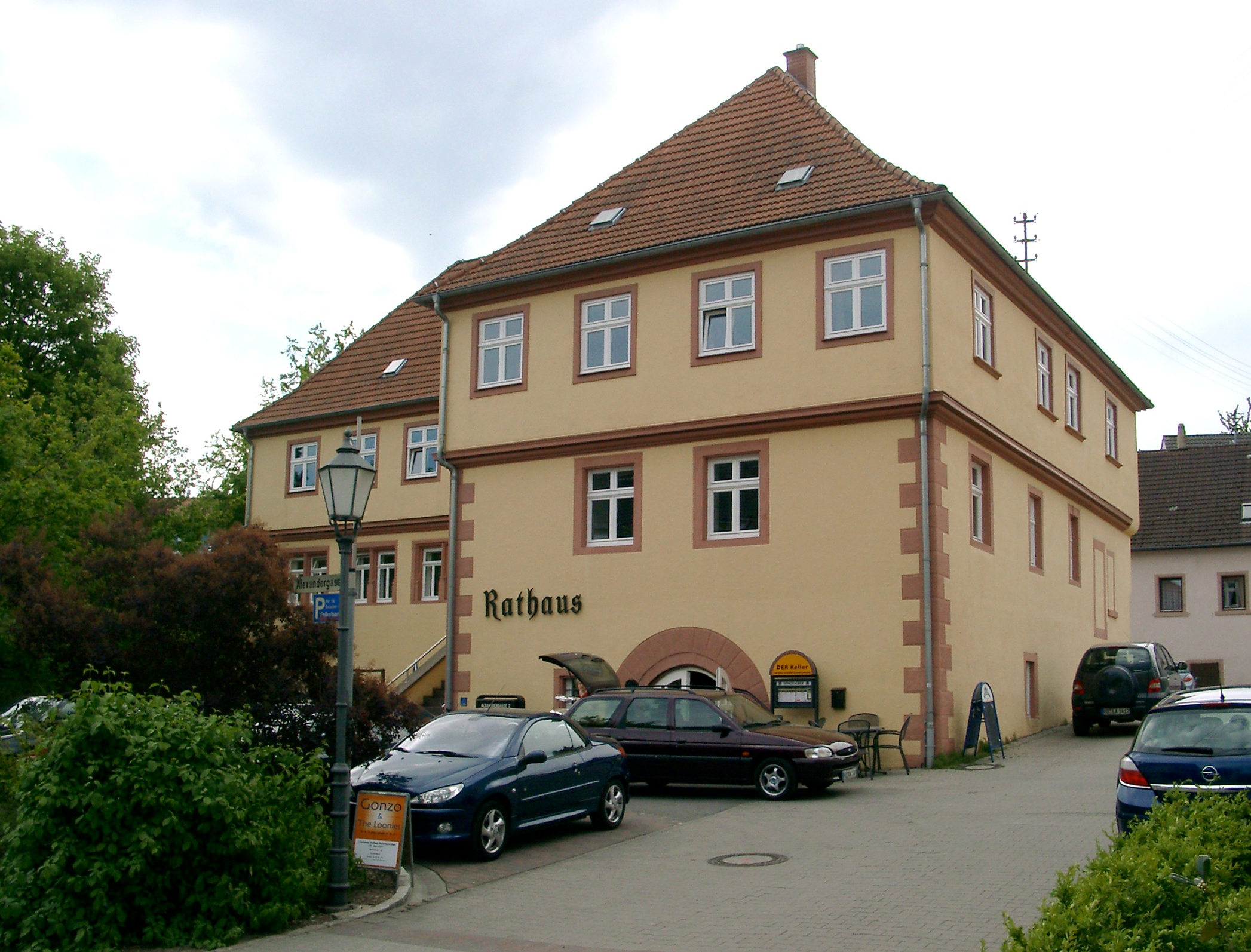
1997年から市役所として用いられているアレクサンダー城

この都市は、ヴァイプシュタット自治体行政連合に属す。

### 市議会
市議会は14議席からなる。

### 紋章
紋章の図柄: 銀地に緑の土地に立つ司教。銀のアルバと、銀の襟と金の留め金がついた赤い外套を着て、赤い縁取りのあるミトラを被り、黒い靴を履いている。右手には左向きの杖頭をもつ司教杖を斜めに持ち、左手には開いた金色の表紙の本を持っている。
この紋章は、町の名前に由来する1766年の古い印章に遡る。現在の色は1950年に確定し、同時に1930年代に停止されていた都市権が再び与えられた。
旗は、赤 - 白で、1963年に内務省の認可を得ている。

### 友好都市
- ラ・シャペル＝サン＝ルク（フランス、オーブ県）
- ペレスラヴリ・ザレスキー（ロシア）

## 文化と見所

### 建築

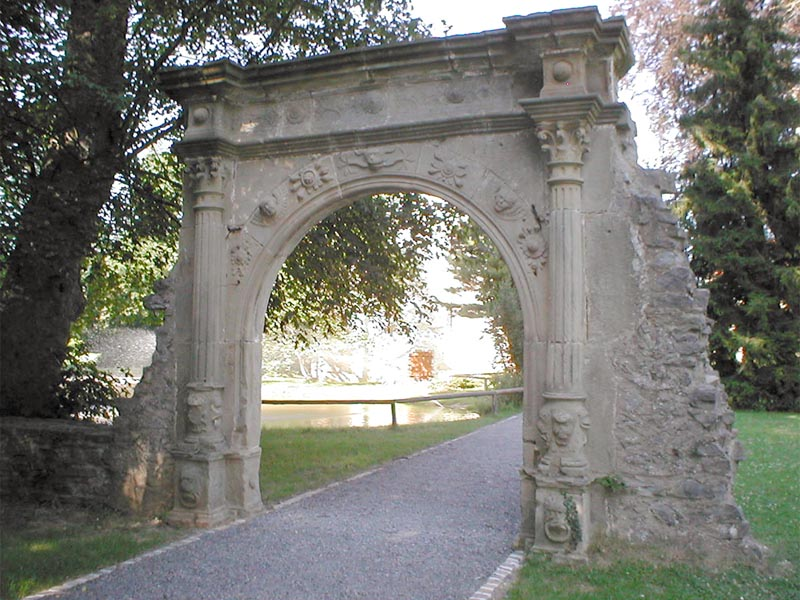
城址公園の華麗門

ネッカービショフスハイムには、何世紀もの間に、その歴史を反映した一連の見応えのある建築物や中世の都市防衛施設の遺構が遺された。
- アルテ・シュロス（古城、別名シュタイネルネス・ハウス）は、1274年の記録が遺る城塞に遡る。16世紀の改築で現在の建物が建設されたが、1859年に5階以上が焼失し、さらに改築された。特に装飾性が高いのは、階段塔への入り口に掲げられたヘルムシュタット家＝ナイペルク家の紋章と、歴史的な装飾ガラスのある張り出し部である。1977年に騎士の広間から、15世紀から16世紀のものと思われる壁画が発見された。
- アルテ・シュロスの他に、ノイエ・シュタインハウスが、おそらく14世紀後半の出城として建てられた。後に脇翼が建設されたが、1829年に現在のノイエ・シュロス（新城）建設のため取り壊された。ノイエ・シュロスは、2001年9月からホテルになっている。城址公園には、城の他にハイルブロンのアダム・ヴァグナーにより1590年に建設したルネサンス様式の華麗門が遺されている。
- アレクサンダー城は、1545年に初めて記録されているネッカービショフスハイムで最も新しい城館である。この建物は、19世紀から20世紀にかけて官庁、家政・農業学校、後にはライフアイゼン生活協同組合の支社として利用された。1997年からは市役所となっている。
- ネッカービショフスハイムのトーテン教会は、14世紀から存在するかつての教区教会であった。この教会には、40以上のヘルムシュタット家の歴史的な墓碑が保存されている。新しい墓地には、小さなヘルムシュタット墓地礼拝堂がある。

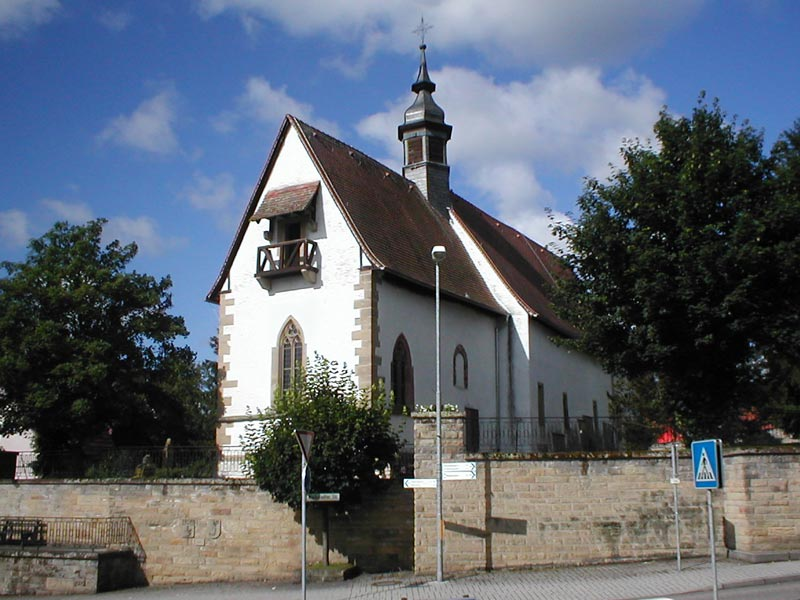
トーテン教会
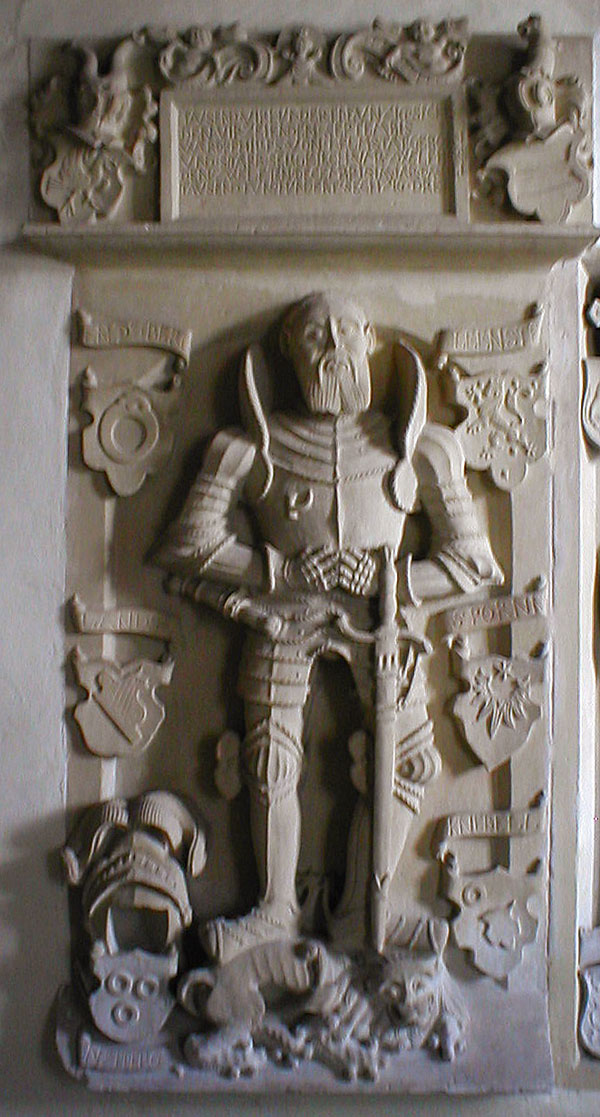
ヘルムシュタット家の墓碑
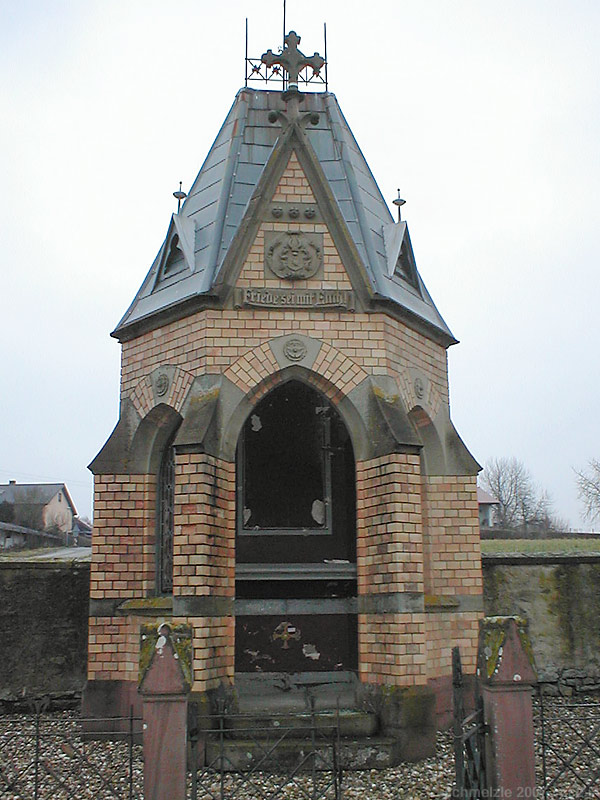
墓地礼拝堂

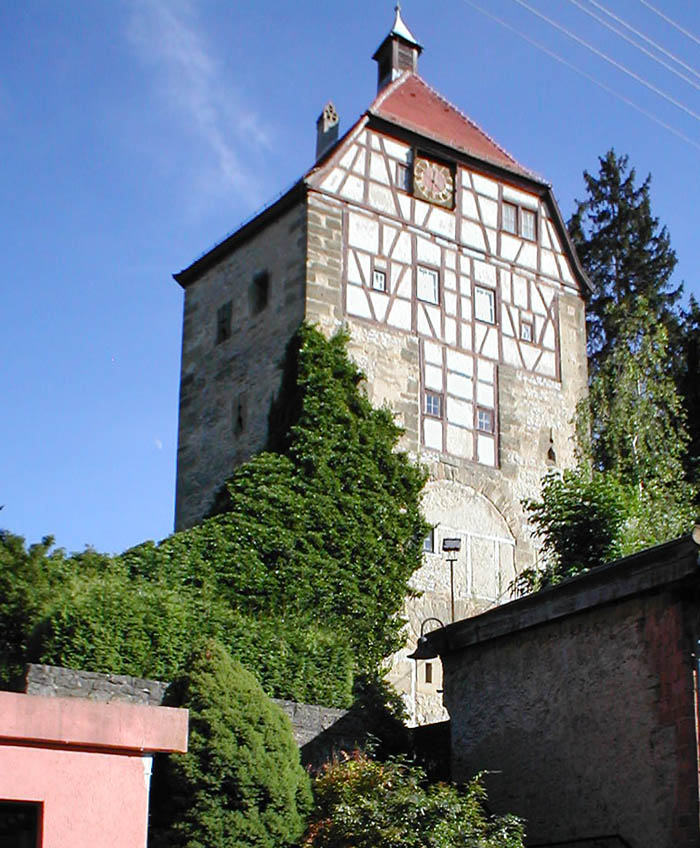
1448年建造の「高い塔」

- 中世の都市防衛施設である、市壁、市門、塔のうち、現在まで遺されているもので言及すべきは、第一に西部の五角形のホーエ・トゥルム（高い塔）である。この塔は、この都市の第二次拡張期にあたる1448年に建設されたものである。山側の鋭角状の平面は、砲弾に対する防御に役立っていた。塔の市内側は大きく開いていたのだが、1726年に木組み建築により閉じられた。屋根の上には小塔が取りつけられている。この塔は、一時期、市の牢獄として用いられていた。
- 市壁の遺構としては、市壁の一部、2つの他の塔、一つの市門を見ることができる。市壁の外側にある堀沿いの広場に面して建っていた水車小屋がシナゴーグとして利用されていた。この建物は1938年に破壊され、現在は記念銘板が掲げられている。

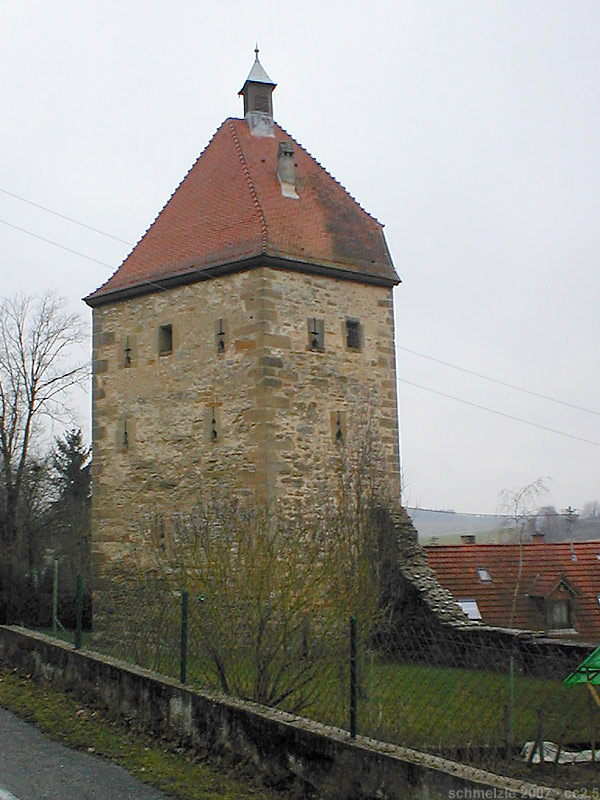
銃眼を持つ「高い塔」の外側
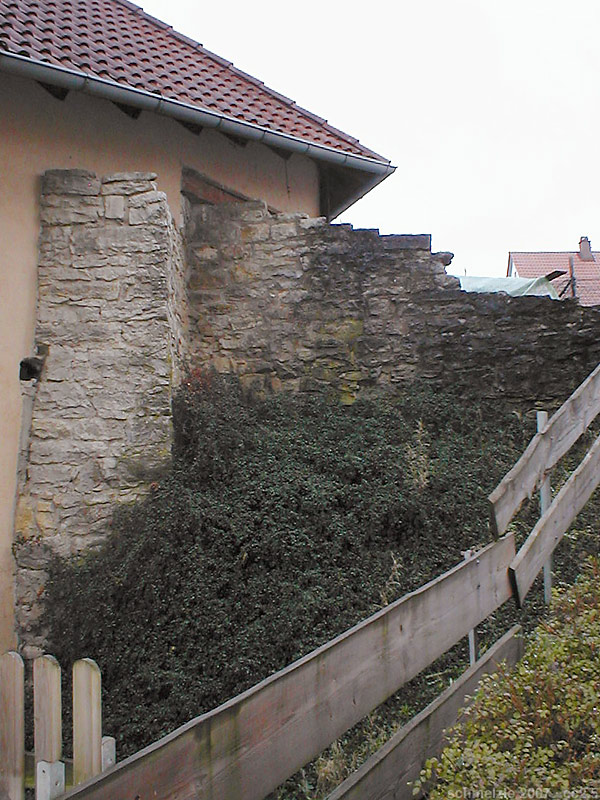
市壁の遺構
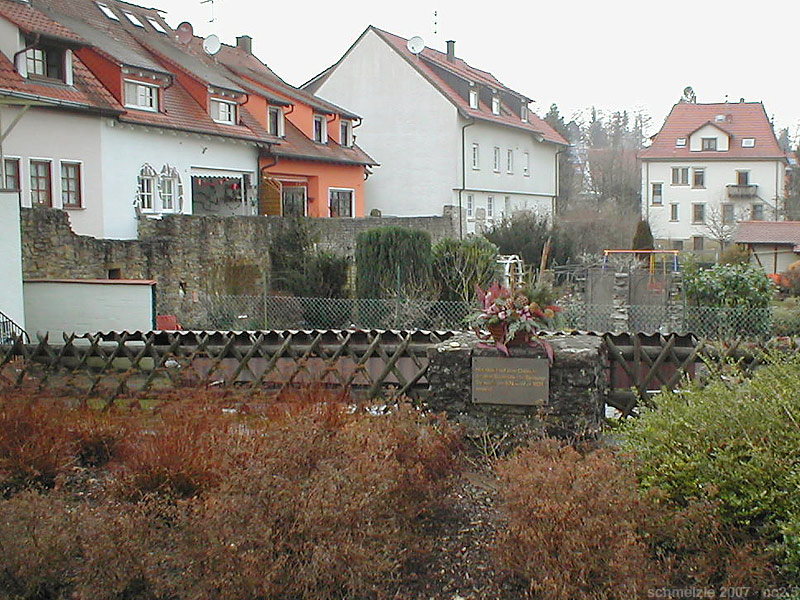
市壁の遺構とシナゴーグの記念銘板

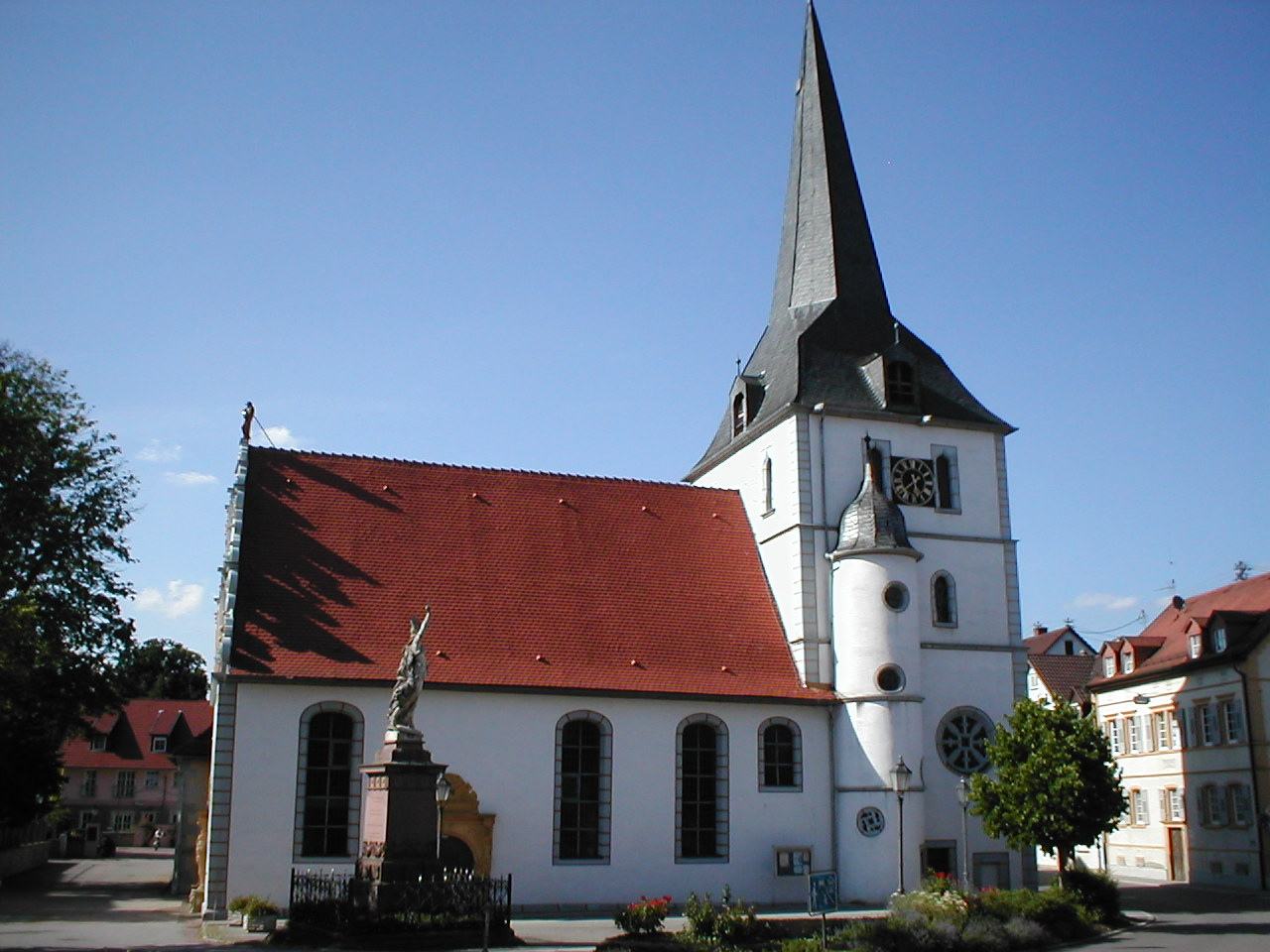
聖ザルファトール教会

- プロテスタントの市教会聖ザルファトール教会は、1386年に建設され、17世紀以降は市の教区教会であった。特筆すべきは、3つのルネサンス様式の装飾豊かな入り口である。牧師館は、後に郷土詩人アドルフ・シュミットヘンナーの生家となった。
- カトリックのマリア＝ケーニギン教会は、1955年に完成した。この教会ができるまでは、トーテン教会でカトリックのミサが行われていたのであるが、第二次世界大戦後、都市の拡大に伴い手狭になっていたのであった。

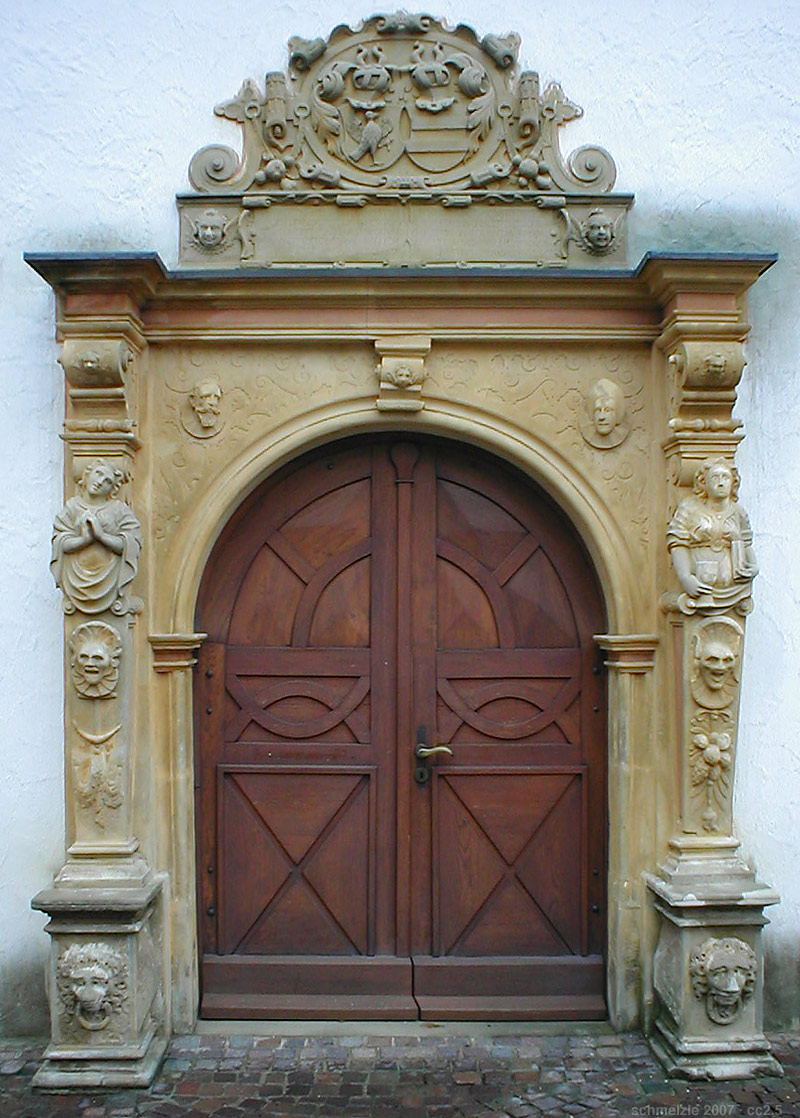
聖ザルファトール教会の西の入り口
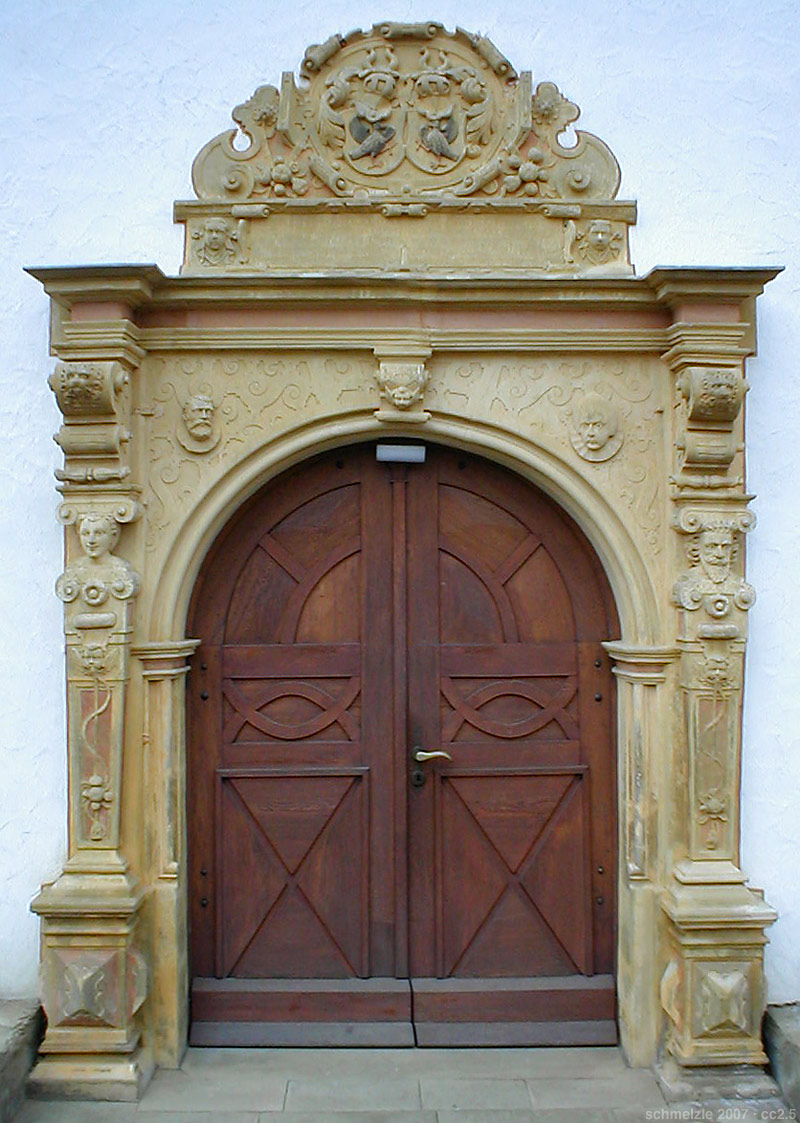
聖ザルファトール教会の南の入り口
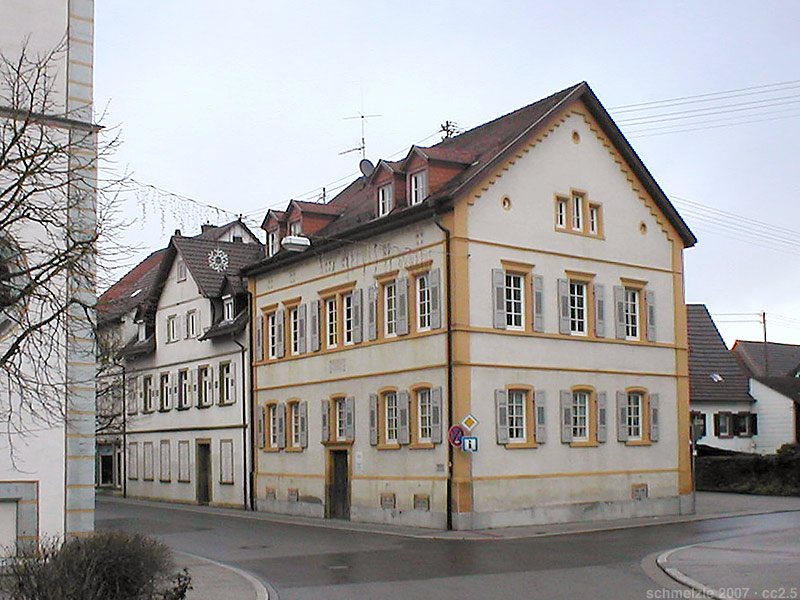
牧師館

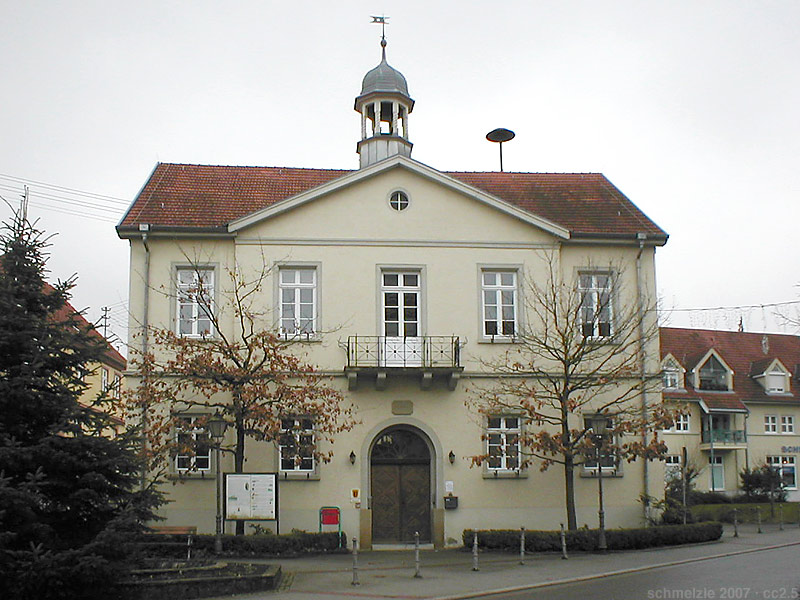
旧市庁舎

- 市教会の近くにある十分の一税倉庫は1570年に建設された建物で、1989年の改修後はプロテスタント組織の事務所として利用されている。
- 19世紀に建設された旧市庁舎は、1997年まで市庁舎として利用されていた。
- ヤーコプの泉は16世紀に造られ、1831年に改修された。
- 会計局庁舎は、1577年に建設され、1797年に改修されている。
- 旅館「獅子亭」は、16世紀の木組み建築である。
- ベツィルクスアムトの庁舎は1825年に建設され、現在は薬局になっている。
- ゴルトファブリクは、ユーゲントシュティール様式の企業建築で、1910年から1911年にアクセサリー業者が建設し、1937年からは額縁業者が利用している。

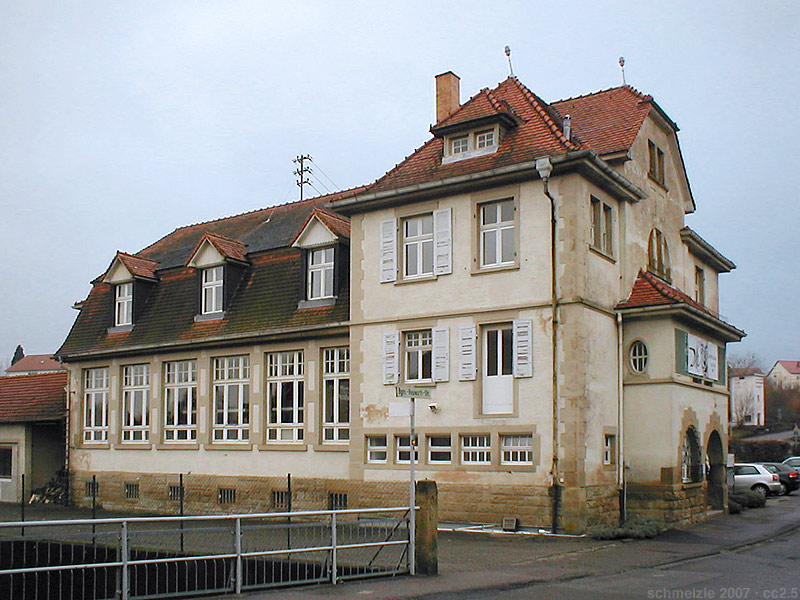
ゴルトファブリク
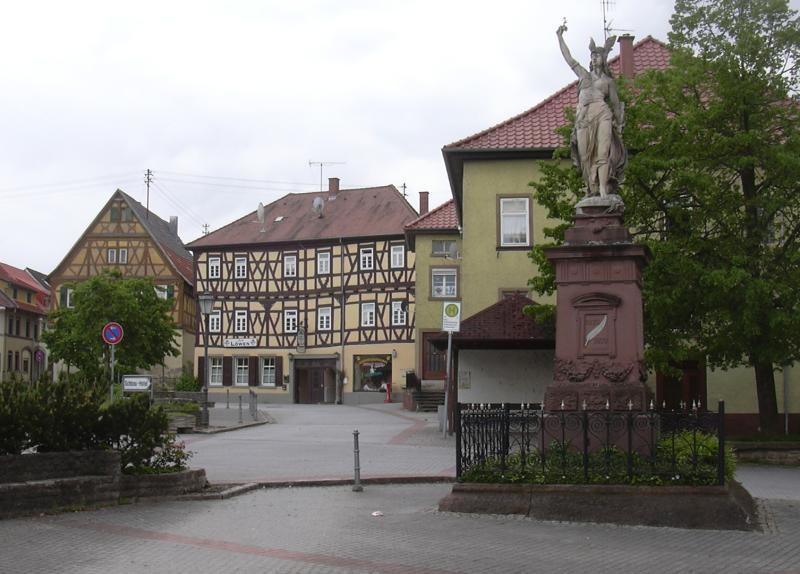
歴史的な木組み建築とマルクト広場
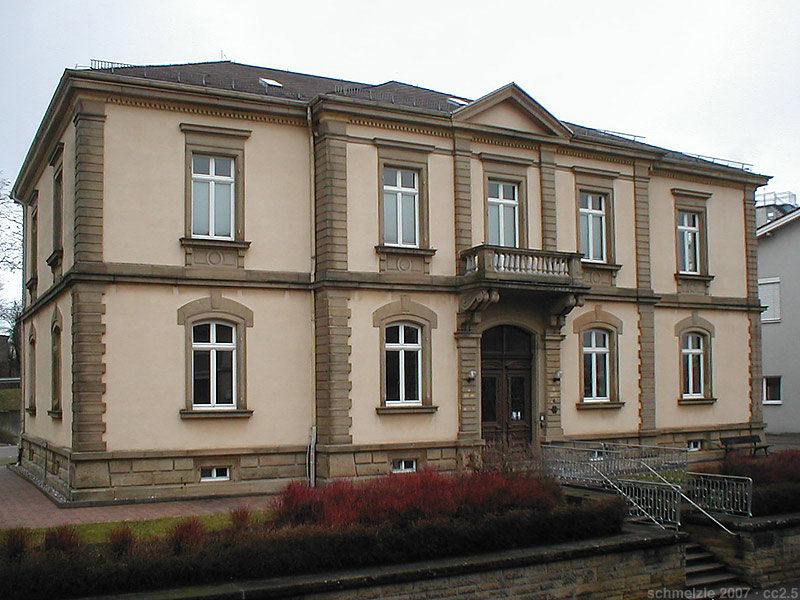
歴史的建築物

この他の地区にも多くの記念建造物がある。ヘルムホーフ地区の教会は、1892年の建築である。ウンターギムペルク地区にはともに歴史的なプロテスタントとカトリックの教会、および1807年から1883年にシナゴーグとして利用されていた建物が遺されている。

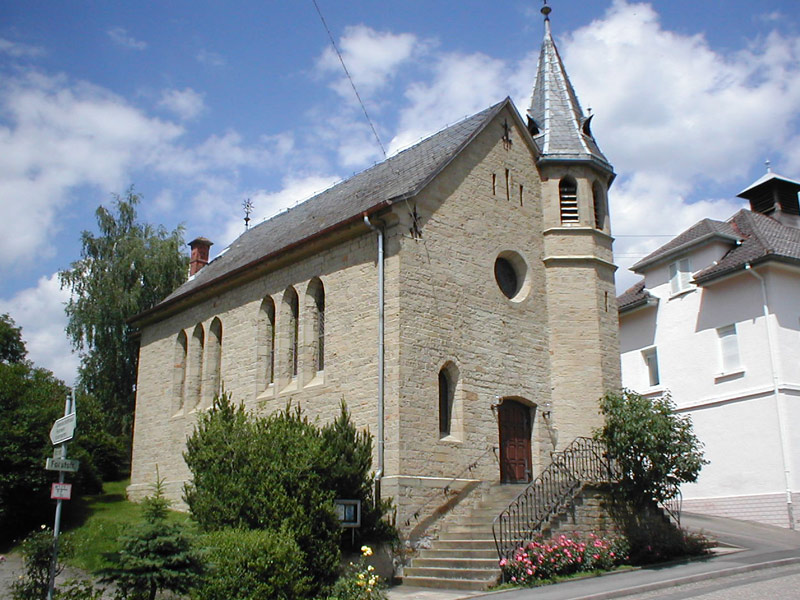
ヘルムホーフの教会
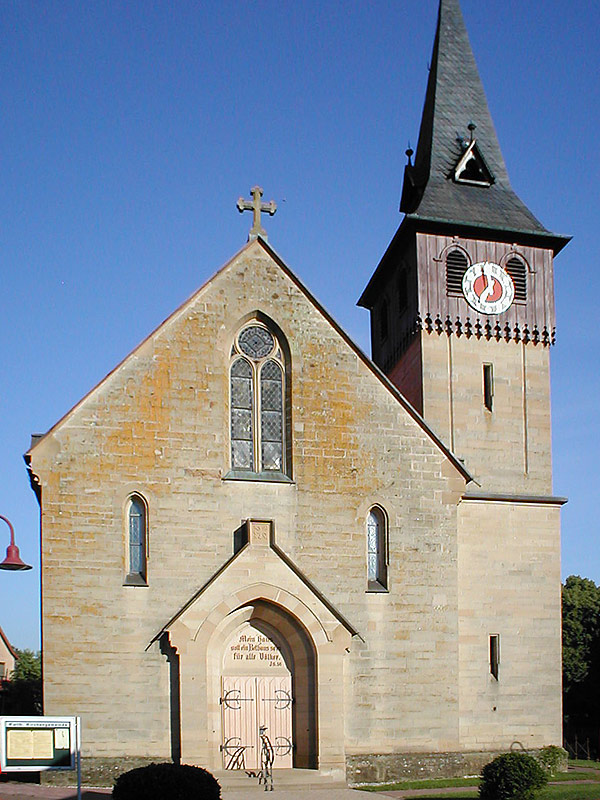
ウンターギムペルクのカトリック教会
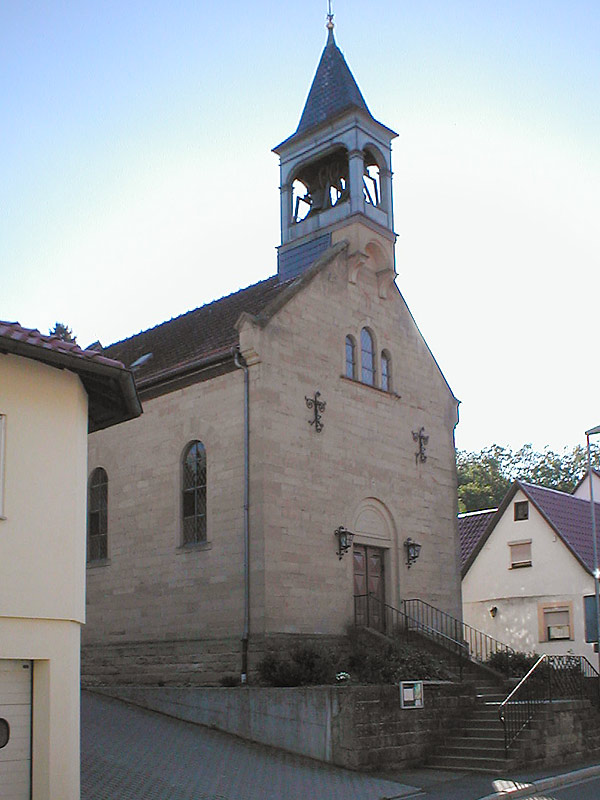
ウンターギムペルクのプロテスタント教会

### 余暇
市街地に接するほどにまで及ぶ広い森には、よく整備された散歩道がある。600haの広さがある森の中心部に位置する「フォルシュトハウス」（森の家）は、行ってみる価値がある。この都市には他に、屋内プール、屋外プール、2つの競技場、射撃場、馬場およびボウリング場がある。子どもたちには多くの遊び場のある公園が整備されている。

## 経済と社会資本

### 交通
1862年に、バーデン・オーデンヴァルト鉄道の一部として、現在のシュヴァルツバッハタール鉄道がアグラスターハウゼンまで建設された。1902年、ヒュッフェンハルトへの支線が開通した。シュヴァルツバッハタール鉄道は、2009年までに電化され、ラインネッカーSバーン網に組み込まれることになっている。これにより、ハイデルベルクやマンハイムに乗り換えなしで行き来できるようになる。
ジンスハイムには連邦アウトバーンA6号線のインターチェンジがある。

### 教育
基礎課程学校、本課程学校の他、アドルフ・シュミットヘンナー・ギムナジウムや2つの体育館を有する近代的な教育センターが設けられている。

## 人物

### 出身者
- カール・マイアー（1786年 - 1870年）詩人
- ルイ・マイアー（1791年 - 1843年）風景画家（上記カールの息子）
- アドルフ・シュミットヘンナー（1854年 - 1907年）牧師、郷土詩人
- ルートヴィヒ・パウル・シュミットヘンナー（1884年 - 1963年）バーデンの首相。国防史および政治学の教授
- ハインリヒ・シュミットヘンナー（1887年 - 1957年）地理学者
- エルケ・ブルンネマー（1952年 - ）州議会議員 (CDU)

## 引用
1. ↑  Statistisches Landesamt Baden-Württemberg – Bevölkerung nach Nationalität und Geschlecht am 31. Dezember 2023 (CSV-Datei)
2. ↑  Max Mangold, ed (2005). Duden, Aussprachewörterbuch (6 ed.). Dudenverl. p. 576. ISBN 978-3-411-04066-7